# 아기상어 올리와 윌리엄
《아기상어 올리와 윌리엄》은 더핑크퐁컴퍼니와 글로벌 엔터테인먼트 채널 ‘니켈로디언’이 공동 제작한 2D 애니메이션 시리즈다. 미국 방영 첫날 시청률 1위를 기록한 데 이어, 영국, 이탈리아, 호주, 인도네시아 등 전 세계에서 인기리에 방영되며 누적 시청자 2,600만 명을 기록했다. 국내는 EBS 1TV를 통해 방영됐다.

## 등장 인물
- 아기상어 올리
- 아빠상어 닉
- 엄마상어 엘리
- 할아버지상어 알렉
- 할머니상어 벨라
- 윌리엄
- 레이나
- 행구
- 라라
- 골디
- 척
- 터보

## 목소리 출연
- 장예나: 아기상어 올리
- 전태열: 윌리엄
- 정재헌: 아빠상어 닉, 할아버지상어 알렉, 바트
- 김보나: 엄마상어 엘리, 골디, 부스터
- 김은아: 할머니상어 벨라, 라라
- 윤은서: 레이나, 행구, 척
- 이상호: 터보

## 스태프

### 한국판 스태프
- 번역: 황석희
- 각색: 최성철, 고민정, 장연재
- 사운드 녹음 & 믹싱: 파피스
- 한국 배급: 김난새, 정예은, 안지현, 이동하
- 마케팅 & 홍보: 윤현조, 윤승현, 김현주
- 마케팅 디자인: 최예지, 김지은, 이소미
- 한국어 프로듀싱: 김종학
- 한국 음악 총괄: 고민정
- 한국어 더빙 감독: 최성철
- 한국어 더빙 조연출 & 캐스팅: 장연재
- 우리말 제작: EBS

## 방영 목록
| 회차       | 제목                          | 방송 일자        |
| ---------- | ----------------------------- | ---------------- |
| 1화        | 이빨아, 돌아와 줘             | 2021년 9월 1일   |
| 2화        | 바다 수두는 무서워!           | 2021년 9월 2일   |
| 3화        | 바닷속 밴드왕은 바로 나!      | 2021년 9월 8일   |
| 4화        | 공포의 질질팽이               | 2021년 9월 9일   |
| 5화        | 윌리엄은 겁쟁이               | 2021년 9월 15일  |
| 6화        | 출동! 슈퍼상어                | 2021년 9월 16일  |
| 7화        | 전설의 보물                   | 2021년 9월 22일  |
| 8화        | 오늘은 네네데이               | 2021년 9월 23일  |
| 9화        | 소원을 말해봐                 | 2021년 9월 29일  |
| 10화       | 내가 바로 진짜 상어!          | 2021년 9월 30일  |
| 11화       | 골디는 뮤지컬 스타            | 2021년 10월 6일  |
| 12화       | 명탐정 아기상어 올리와 윌리엄 | 2021년 10월 7일  |
| 13화       | 단서를 찾아서 외              | 2021년 10월 13일 |
| 14화       | 윌리엄을 찾아라 외            | 2021년 10월 14일 |
| 15화       | 피시마스 대소동(상)           | 2021년 10월 20일 |
| 16화       | 피시마스 대소동(하)           | 2021년 10월 21일 |
| 17화       | 올리는 시장님                 | 2021년 10월 27일 |
| 18화       | 우리 가족 최고 쇼             | 2021년 10월 28일 |
| 19화       | 출동, 해초맨!                 | 2021년 11월 3일  |
| 20화       | 돌아와 줘, 쪼꼬미야!          | 2021년 11월 4일  |
| 21화       | 환상의 터보랜드               | 2021년 11월 10일 |
| 22화       | 뾰족이빨왕국 기사단           | 2021년 11월 11일 |
| 23화       | 올리의 오싹오싹 핼러윈        | 2021년 11월 17일 |
| 24화       | 웨이비 존스의 사물함          | 2021년 11월 18일 |
| 25화       | 아빠상어는 골프왕             | 2021년 11월 24일 |
| 26화       | 혼자서도 할 수 있어!          | 2021년 11월 25일 |
| 27화       | 빗속의 카우보이               | 2021년 12월 1일  |
| 28화       | 바다끈적이의 습격             | 2021년 12월 2일  |
| 29화       | 올리는 바빠요                 | 2022년 5월 30일  |
| 30화       | 할머니상어는 따개비볼 감독님  | 2022년 5월 31일  |
| 31화       | 눈싸움 대축제                 | 2022년 6월 6일   |
| 32화       | 최고의 선물은?                | 2022년 6월 7일   |
| 33화       | 올리 파워 길들이기            | 2022년 6월 13일  |
| 34화       | 착한 말썽                     | 2022년 6월 14일  |
| 35화       | 완벽한 우정데이               | 2022년 6월 20일  |
| 36화       | 라라는 피시보드 히어로        | 2022년 6월 21일  |
| 37화       | 특종을 잡아라, 윌리엄!        | 2022년 6월 27일  |
| 38화       | 올리는 혼자서도 잘자요        | 2022년 6월 28일  |
| 39화       | 나만의 해초댄스               | 2022년 7월 4일   |
| 40화       | 방울과 흘러흘러               | 2022년 7월 5일   |
| 41화       | 지느러미 밴드의 바쁜 하루     | 2022년 7월 11일  |
| 42화       | 행구는 터프해                 | 2022년 7월 12일  |
| 43화       | 뽀드득 레모네이드             | 2022년 7월 18일  |
| 44화       | 장난꾸러기 대마왕             | 2022년 7월 19일  |
| 45화       | 행복한 엄마 대작전            | 2022년 7월 25일  |
| 46화       | 깨물어 버릴거야!              | 2022년 7월 26일  |
| 47화       | 길 잃은 뽈록이                | 2022년 8월 1일   |
| 48화       | 산호초를 구해줘!              | 2022년 8월 2일   |
| 49화       | 내 캠핑이 최고야              | 2022년 8월 8일   |
| 50화       | 달라도 괜찮아                 | 2022년 8월 9일   |
| 51화       | 유명해지고 싶어               | 2022년 8월 15일  |
| 52화       | 우체부가 될거야               | 2022년 8월 16일  |
| 53화       | 올리와 오페라의 유령          | 2022년 8월 22일  |
| 최종화(54) | 최고의 짝꿍을 찾아라          | 2022년 8월 23일  |